# 요커이버브레베시
요커이버브레베시(헝가리어: Jókai-bableves)는 헝가리의 콩 수프이다. 원래는 훈제한 족발과 흰강낭콩을 주재료로 사용했으며, 시간이 지나면서 햄 혹, 소시지 등의 재료가 추가되고 고추를 넣어 매운맛을 내게 되었다. 현대적 요카이버브레베시를 대중화시킨 것은 음식점 군델이다.

## 이름
문학가이자 혁명가인 요커이 모르(Jókai Mór)의 이름을 딴 음식이다. 헝가리어 "버브레베시(bableves)"는 "콩(강낭콩)"을 뜻하는 "버브(bab)"와 "국"을 뜻하는 "레베시(leves)"가 합쳐진 말이다.

## 같이 보기
- 콩 스튜